# イサーク・ブリスエラ
イサーク・ブリスエラ・ムニョス（Isaác Brizuela Muñoz 、1990年8月28日 - ）は、アメリカ合衆国カリフォルニア州サンノゼ出身のプロサッカー選手。メキシコ代表。CDグアダラハラ所属。ポジションは、ミッドフィールダー。

## 経歴
ブリスエラ自身はアメリカ合衆国で生まれ育ったが、両親がメキシコ人のためメキシコ代表を選ぶことも出来た。2013年5月、ホセ・マヌエル・デ・ラ・トーレ監督が2013 CONCACAFゴールドカップに参加するメンバーに選出した。同大会のパナマ戦戦で初キャップ。2014 FIFAワールドカップにもメンバー入りしたものの、試合には出場しなかった。

## 代表歴

### 出場大会
- メキシコ代表
  - 2014 FIFAワールドカップ

### 試合数
- 国際Aマッチ 14試合 0得点（2013年-2019年）[3]

| メキシコ代表 | 国際Aマッチ | 国際Aマッチ |
| 年           | 出場        | 得点        |
| ------------ | ----------- | ----------- |
| 2013         | 3           | 0           |
| 2014         | 4           | 0           |
| 2015         | 0           | 0           |
| 2016         | 2           | 0           |
| 2017         | 0           | 0           |
| 2018         | 4           | 0           |
| 2019         | 1           | 0           |
| 通算         | 14          | 0           |

## タイトル

### クラブ
トルーカ
- リーガMX: 2010

グアダラハラ
- リーガMX: 2017
- コパMX: 2015, 2017
- スーペルコパMX: 2016

### 代表
- パンアメリカン競技大会: 2011